# Tiếng Hy Lạp Síp
Tiếng Hy Lạp Síp (tiếng Hy Lạp: κυπριακή ελληνική hoặc κυπριακά) là một phương ngữ tiếng Hy Lạp hiện đại được nói bởi đa số người Síp và cộng đồng di cư Hy Lạp Síp. Nó được coi là một phương ngữ khác biệt vì nó khác với tiếng Hy Lạp hiện đại chuẩn ở nhiều khía cạnh khác nhau về từ vựng, ngữ âm, âm vị, hình thái, cú pháp và thậm chí ngữ dụng học, không chỉ vì lý do lịch sử mà còn bởi sự cách ly địa lý, lịch sử định cư và bởi sử tiếp xúc lâu dài với các ngôn ngữ khác biệt về mặt hình thái.

## Phân loại

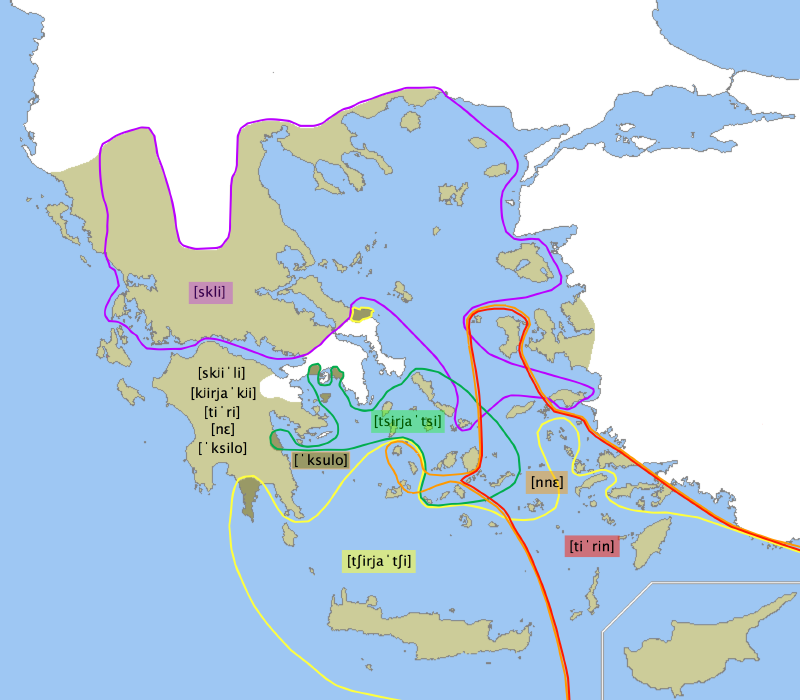
Một số hiện tượng âm vị học mà tiếng Hy Lạp Síp chia sẻ với các phương ngữ quần đảo Aegea: phụ âm dài đầu từ; kết tự vị //n//; và sự vòm hoá âm //k// thành /[t͡ʃ]/.

Tiếng Hy Lạp Síp không phải là hậu thân của tiếng Hy Lạp Arcadicyprus cổ đại, mà bắt nguồn từ tiếng Hy Lạp Trung đại Byzantine. Theo truyền thống, nó được đặt trong nhóm đông nam của các phương ngữ Hy Lạp hiện đại, cùng với các phương ngữ tại Dodekanisa và Khios (có chung một số hiện tượng âm vị học).
Mặc dù tiếng Hy Lạp Síp có thường được coi là một phương ngữ, nhưng không thể thông hiểu đối với người nói tiếng Hy Lạp hiện đại chuẩn mà không có sự tiếp xúc trước. Người Síp nói tiếng Hy Lạp nói được hai dạng tiếng Hy Lạp: tiếng Hy Lạp Síp bản xứ bình dân (phương ngữ "thấp") và tiếng Hy Lạp hiện đại chuẩn (phương ngữ "cao").

## Lịch sử
Tiếng Hy Lạp Síp bị chia cắt khỏi phần còn lại của cộng đồng nói tiếng Hy Lạp từ thế kỷ thứ 7 đến thế kỷ thứ 10 công nguyên do các cuộc tấn công của người Ả Rập. Nó được tái hòa nhập trong Đế quốc Byzantine vào năm 962 để rồi bị cô lập một lần nữa vào năm 1191 khi nó rơi vào tay quân Thập tự chinh. Những thời kỳ cô lập này đã dẫn đến sự phát triển của các đặc điểm ngôn ngữ khác biệt so với tiếng Hy Lạp Byzantine.
Các văn liệu còn tồn tại lâu đời nhất bằng tiếng Hy Lạp Síp có từ thời Trung cổ. Một số trong số này là: bộ luật của Vương quốc Síp, Assates của Jerusalem; biên niên sử của Leontios Machairas và Georgios Voustronios; và một bộ sưu tập sonnet theo cách của Francesco Petrarca. Trong một trăm năm qua, phương ngữ đã được sử dụng trong thơ (với các nhà thơ lớn là Vasilis Michaelides và Dimitris Lipertis). Theo truyền thống, nó cũng được sử dụng trong các bài hát dân gian, τσιαττιστά (hiểu đơn giản là "thơ đấu võ mồm", một hình thức The Dozens) và ποιητάρηες (hát rong).
Vào cuối những năm bảy mươi, Bộ trưởng Bộ Giáo dục Chrysostomos A. Sofianos đã nâng cấp vị thế của tiếng Hy Lạp Síp bằng cách đưa nó vào trong giáo dục. Gần đây, nó đã được sử dụng trong âm nhạc, ví dụ như trong reggae của Hadji Mike và trong rap bởi một số nhóm hip hop, chẳng hạn như Dimiourgoi Neas Antilipsis (DNA). Các chương trình truyền hình được sản xuất tại địa phương, thường là hài kịch hoặc phim tình cảm, sử dụng phương ngữ này, ví dụ "Vourate Geitonoi" βουράτε thay vì τρέξτε) hoặc "Oi Takkoi" Τάκκος là một cái tên đặc trưng cho người Hy Lạp Síp). Trong bộ phim nổi tiếng năm 2006 Cướp biển vùng Caribbe 2: Chiếc rương tử thần nam diễn viên Jimmy Roussounis tranh luận bằng tiếng Hy Lạp Síp với một thành viên phi hành đoàn khác nói tiếng Gibrizlidja (tiếng Thổ Síp) về chiếc mũ thuyền trưởng mà họ tìm thấy trên biển.
Ngày nay, tiếng Hy Lạp Síp là phương ngữ duy nhất của tiếng Hy Lạp hiện đại với mức độ sử dụng phổ biến nhất định trên Internet, hiện diện trên các blog và các diễn đàn trực tuyến. Ngoài ra, còn có cả một biến thể Greeklish ("Anh-Hy Lạp") của người Hy Lạp Síp, phản ánh sự khác biệt trong âm vị học.